# Bratz

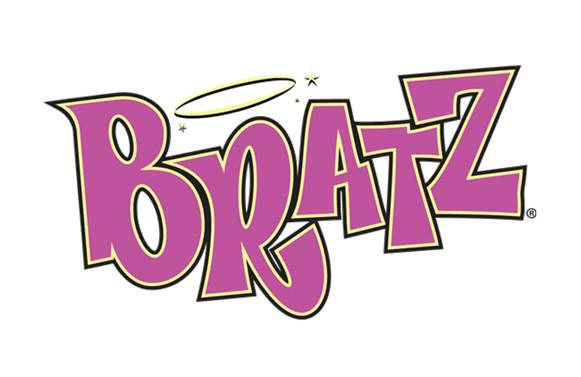
A játék logója

A Bratz egy Amerikában megjelent divatbaba-kollekció, amelyet az MGA Entertainment készít 2001 júniusa óta. Nem sokkal később ennek hímnemű babái, a Bratz Boyz is megjelent.
Ismert szlogenjük: The ONLY Girls with a Passion for Fashion (Az egyedüli lányok, akik megőrülnek a divatért)

## A Bratz története
A Bratz ötlete az iráni származású Isaac Larian játékgyárostól származik, akinek egy személyről készült vázlatát a lánya, Jasmin Larian jónak minősítette, és apja úgy gondolta, hogyha a lánya kedveli, akkor a többi gyermek is kedvelni fogja. Így alakította ki a babákat az átlagosnál nagyobb fejjel, nagyobb szemmel, dús ajakkal, modellalkattal, illetve cserélhető lábfejekkel. Az első négy figura Yasmin (Jasmin Larianról, a perzsa kiejtést tükröző alakban), Cloe, Sasha és Jade. Később új lányok jelentek meg, Meygan (aki egy időre szünetelt), Dana, Fianna, Nevra, Tiana, Kumi, Felicia, Katia, Kiana (aki hivatalosan eltűnt) és a többiek. Megjelentek még Bratz babák ikrekként a Bratz Twiins elnevezéssel. Az ikrek: Phoebe & Roxxi, Tess & Nona, Valentina & Oriana (később csatlakozott hozzájuk Sierrna, így alakult meg az első Bratz Triiiplets), Krysta & Lela
A legritkábban megjelent baba, a japán ruhás, de kínai nevű May Lin, aki csak a Tokyo-A-Go-Go kollekcióban szerepelt, de akkor is, mint speciális baba kimonóba öltözve. A 2006-ban először megjelenő babák többek közt Lilee (2006 Sweet Heart), Leah (Midnight Dance wave 2 és Spring Break), Wicked Twiins Ciara és Diona, a negyedik ikerpáros Krysta és Lela, valamint az első nővérpár Kiani és Lilani.
A Bratz Világ nevezetes helyekre vezette a babákat: Tokióba a Tokyo-A-Go-Go kollekcióban, Londonba a Punkz (csak fiúk) a Pretty 'n' Punk kollekcióban. Tokyo A-Go-Go kollekcióban lévő Bratz-lányok anime stílusú szemei, Tokyo-stílusú divatruhát, vadul színezett hajat viselnek és "cyberpet" társsal vannak. Punkz-ban a Bratz londoni punk-stílusban öltöznek, többek közt szögezett és csatolt bőrdzsekit viselnek, vadított hajszínekben, stílusban és sötét sminkben pompáznak különbözve a fehérebb bőrszínnel. Minden babának jut egy játékállat; mindegyik lánynak járt egy-egy kutya, a fiúknak pedig egy-egy macska. Két kollekció nem volt hivatalosak a Bratz Világ sorozatban, de tartja a Bratz Világon, mint Fabulous, a Las Vegas-stílus, és Ooh La La Párizsból. Fabulous mutatta Tiana visszatérését, ruhatára tartalmazott többek közt bundát, miniszoknyát és kígyóbőrű csizmát. Ooh La La mutatta Kumi visszatérését. Az Ooh La La babákhoz a tulajdonosnak ajakfényesítő jár.
2005-ben megjelent kollekciók többek közt Sportz (mindegyik Bratz lány kedvenc sportjának stílusában öltözködött tárgyaival mellérendelve), I-Candyz (neon, édesség színű ruhákban és megegyező színű lábbeliben), Live In Concert/Space Angelz Pop Stars (földönkívüli szkafanderruha, fülhallgató, anime-fajta szemek és vad smink; mellé a babák első egyedülálló száma "Bein' Who We Are"), Treasures! ("Rogue Vogue" kalózstílus egy kincsesládával), DynaMite (vinil macskásruhák és lyukasztó csizma, melyek visszaemlékeznek a Mátrixból és a Charlie Angyalaiból), Rock It! (csak fiúk), Step Out! (megünnepelve a Bratz ötödik évének kezdetét, tartozott egy szilikonkarkötőt a leukémiás gyermekek segítésére), Step Off! (a fiúk Funk Out! stílusban), Birthday Bash ('80-as évek partiruhákban és lábszárvédőkben, plusz a babaméretű ajándékdoboz), Campfire (Európában: Winter Adventure) (meleg téli kempingruhában és bundás csizmában), Midnight Dance (gótikus kollekció köpenyekkel és álarcokkal), Hollywood Style (A hollywoodi premierre öltözve), Wild Wild West (vadnyugati stílus) és Bratz Rock Angelz ('70-es évek rockstílusa).
2005 őszén, MGA Entertainment kiadta a Bratz új korszakát mutató kollekcióját, a Bratz Rock Angelz-t. Cloe, Yasmin, Jade, Sasha és Roxxi (exkluzíven eladva a Rock Angelz Concertstudióval) a '70-es évek rockstílusában öltözködtek. Mindegyik lányhoz tartozott egy basszusgitár és egy mini CD 2 számmal (egy baba exkluzív száma és az együttes egy száma a 'So Good'). Sok árukapcsolás eredménye is megjelent, többek közt rádió/CD-lejátszók, CD tornyok, gitárok és divatos viseletek. A Bratz: Rock Angelz lett az első kapható album a Bratztől, amely az amerikai hivatalos slágerlista gyermeklistáján már az első helyen nyitott. Az egészalbum listán pedig a 79. helyen végzett, mely Bratz Rock Angelz néven futott be. Az albumból világszerte 400 000 példány kelt el, és csak Amerikában 200 000. Az első kislemezük "So Good" (Olyan jó) a 14. helyen végzett az ausztrál kislemez listán, Nagy-Britanniában pedig a 23. helyen. Az ugyanolyan névvel rendelkező videójáték megjelent PlayStation 2-ben, Nintendo GameCube-ban, Game Boy Advance-ben és a számítógépben. Ebben a kalandjátékban a játékos elvezeti kedvenceit a világ körül, hogy történeteket készítsenek a Bratz Magazinjukra. A Rock Angelz című DVD (Magyarországon még nem jelent meg) bemutatja a Bratz-lányokat számítógépes animációval készült kalandfilmben, ahogy elkezdik a magazinjukat.
2006 elején, MGA Entertainment megjelentette az év talán legsikeresebb kollekcióját, a Bratz Genie Magic-ot. Yasmin, Cloe, Sasha, Jade és Meygan indiai-perzsa stílusban öltözködnek és tartozékai között áll egy igazán működő jövőbemondó üveg és tulajdonosai készíthetnek maguknak nyakláncot. Ebben a kollekcióban mutatkozik be Katia.
2006 májusában az egyik Bratz baba, Kiana forgalmazását nem folytatták, mivel legnagyobb ellenfelük, a Mattel egyik divatbaba kollekciójában is van egy hasonló nevű leány, Kianna, melynek nevét előbb szerezte meg védőjogot. Így a Bratz Kiana baba csak a Wild Wild West kollekcióban (volt) kapható.
2006. augusztus elején jelent meg Amerikában a Bratz Forever Diamondz, amely minden babához igazi gyémántékszer tartozik, amelynek eredetiségét egy tanúsítvány biztosítja. Az új babakollekció csomagján egy kódot tartalmaz, melynek segítségével tulajdonosai esélyt szerezhetnek arra, hogy nyerjenek egy saját egykarátos gyémántot. Ez lehet a Bratz történetében a legdrágább kollekció, melynek egyik oka, hogy a tartozékok igazi gyémántból készülhetnek, ráadásul csak egy ruhakollekció jár hozzá. Itt mutatkozik be egy új lány, Sharidan néven. Még hónapokkal a megjelenése előtt elnyerte az Év Ausztrál Lánybaba Díjat. 2006. szeptember 26-án jelent meg hozzá egy DVD ugyanazzal a címmel. Egy héttel előtte THQ kiad egy új videójátékot ugyanazzal a címmel, amely még PlayStation 2-ben, Nintendo GameCube-ban, Nintendo DS-ben és GameBoy Advance-ben is jelent meg. THQ reménykedik abban, hogy hasonló vagy nagyobb sikert fog aratni, mint elődje a Bratz: Rock Angelz, amely megjelenésétől az év végéig (október elejétől december végéig) egymillió példányt adtak el világszerte, ezzel elnyerve a 2005 lány videójátékát. Európában november 3-án jelenik meg a játék.
MGA csatlakozott a kanadai divattervezővel, Marie Saint Pierre-rel, hogy készítsék exkluzív francia-kanadai Bratz kollekciót, Haute Couture en Coulisse néven, amely három új exkluzív Bratz lány tartalmaz: Emy, Noemie, and Amelie. A montreáli divathéten helyet kapott 2006. október 16-án. Egy torontói divatbemutatón bemutatták a babákat, mint hajkelléket, ahogy egy reggeli műsorban.
2007 februárjában a Bratz lett az elsőszámú divatbaba-sorozat az Egyesült Államokban. Ugyanekkor kiadták a Bratz: Fashion Pixiez DVD-t és CD-t. 2007 augusztusában adták ki az első élő felvételű Bratz filmet az Egyesült Államokban.
A Bratz babák világszerte 2001-től összesen több mint 150 millió példánya kelt el. Első számú divatbaba-kollekciójának kiáltották Nagy-Britanniában (nagy fölénnyel), az Egyesült Államokban, Ausztráliában, Olaszországban, Spanyolországban, Franciaországban, Japánban, Közép-Amerikában, illetve érdekes módon Közel-Keleten is (például Izraelben). Magyarországon jelenleg nincs nagy sikere nagy ellenfelükhöz, Barbie-hoz, illetve a My Scene-hez képest.

## Bratz tagok
Bratz Lányok
(főszereplők)
- Yasmin, "szép királylány"
- Cloe, "kis angyal"
- Sasha, "nyusz-musz"
- Jade, "cic-mic"

(mellék szereplők)
- Meygan, "Funky Fashion Monkey"
- Dana, "Sugar Shoes"
- Fianna, "Fragrance"
- Nevra, "Queen B"
- Tiana "Gossip Snake"
- Kumi, "Lucky Bug"
- Felicia "Glam Gecko"
- Katia, "Flirty Turtle"
- Kiana (beceneve nem ismert)
- Sharidan,"Sparklin' Sheep"
- Lana "Sweet Sunshine"
- Leah "Dainty Doe"
- Charli "Squitty Squirrel"
- Breeanna "Red Pixie"
- Dee
- Lina "Black Pixie"
- Nora. "Kitten"
- Raya "Funky Frog"
- Meredith "Funky"
- Laura "Little Lizard"
- Lilee "Ice Princess"
- May Lin (beceneve nem ismert)
- Maribel
- Sorya
- Trinity
- Vinessa "Stylin' Sheep"

Bratz Testvérek
Ikrek
- Phoebe "Sugar" és Roxxi, "Spice"
- Tess, "Solo" és Nona, "Star"
- Orianna, "Punk Skunk", Siernna, "Kickin' Kool-ala" és Valentina, "Pretty Pup"
- Ciara, "Spunky" és Diona, "Sparkley"
- Krysta, "Shine" és Lela, "Vogue" ("Fine" Amerikában)

Testvérek
- Kiani, "Prankster Parrot" és Lilani, "Sweet Swan"

Bratz Fiúk
- Cameron, "The Blaze"
- Eitan, "The Dragon"
- Koby, "The Panther"
- Dylan, "The Fox"
- Cade, "The Viper"
- Bryce (beceneve nem ismert) (a Bratz Genie Magic DVD-ből kiderítve állítólag Cloe testvére)
- Alek (beceneve nem ismert)
- Zack (beceneve nem ismert)
- Iden (beceneve nem ismert)

## Botrány és kritika
A Bratz babakollekciók hatalmas sikere ellenére egyes szülők szerint a babákat valóságtalannak tartják, és arra buzdítják a fiatal lányokat, hogy ruhákra, sminkre, illetve más divattal kapcsolatos tárgyra spórolják a pénzüket. Emellett még azt is kritizálták, hogy a Bratz reklámokban 11 éves "hiányos" öltözékű lányok szerepelnek rengeteg sminkkel. Mások pedig úgy gondolták, hogy minden Bratz lánynak van saját személyiségük, így a ruhaviseletük is különböznek.
Egy szülőket tartalmazó csoport erősen kritizálta a Bratz Secret Date (Titkos Randevú) kollekciót, amely tartalmazott egy lánybabát az egyik oldalon, a másik oldalon pedig egy titokzatos fiút, melyből minden huszonnegyedikben a ritka Bryce szerepel. A csoport azzal magyarázkodott az MGA Entertainmentnek, hogy ezzel a kollekcióval felbátorítja a fiatal lányokat, hogy túl hamar nőjenek fel, illetve titokban kimenjenek randevúzni idegen emberekkel, ráadásul a tartozékok között pezsgős üvegek is álltak, melyre az MGA ezeket eltávolította, majd Blind Date (Vakrandi) néven árusították.
Sok magyarázatot követelt a Bratz Babyz sorozatra, melyben olyan kollekciók is voltak tervezve, mint a "Babyz Nite Out", vagy a "Brattoo Parlor" (Tetoválószalon Bratz változatban). És arra a következtetésre jutottak, hogy a Bratz Big Babyz szoknyája alatt egy tangához hasonló alsónemü áll. Emellett 2006. december 26-án egy floridai családnál egy Bratz Babyz Karaoke Jade babának az éneke úgy hangzott, hogy káromkodna a refrénnél. Erre az MGA Entertainment a honlapján adott választ a hírre, és valószínűleg egy technikai hiba okozta a "szókimondóságot".
Emellett May Lin származását kritizálták, mivel kínai név ellenére japánként lett ábrázolva. Ráadásul a neve helytelenül volt kiírva, melynek helyesebb nevezései a "Meilin" vagy "Mei-lin" lettek volna. Hasonló módon a Style It! Jade babának alternatív pólóján jelzett egy kínai dobozt japán zászlóval rajta.
2006. december 21-én a National Labor Committee azt nyilatkozta, hogy a Bratz babákat egy kínai gyárban gyártják, ahol dolgozói embertelen körülmények között élnek és dolgoznak, miközben óránként mindössze tizenhét centet keresnek, illetve többet túlóráznak a megengedettnél. Ráadásul a hír azt nyilatkozza, hogy a gyár vezetői kirúgják a dolgozókat, amely 2007 januárjában sztrájkhoz vezethet. A bejelentés után az MGA Entertainment elnöke, Isaac Larian egy rajongói oldalnak, Bratz Worldnek azt nyilatkozta, hogy nem ismeri azt a gyárat, amelyet a hír megnevezte, és hogy a történet nem igaz.
2007. február 20-án az Amerikai Pszichológiai Egyesület (American Psychological Association) tanulmányt adott ki, mely szerint többek közt a Bratz babák állítólag szexuális üzenetet hagy a célközönséghez (7 és 12 közötti lányok) ruházatukkal ("miniszoknyával, neccharisnyával és tollas boával") és stílusukkal. Azt mondják, hogy "ugyan nem mutatnak nagyobb szexualizációt, mint az MTV videóklipjeiben szereplő lányok, de aggodalmas, mikor a babák különösen a 4-8 éveseknek készül a tárgyasított felnőtt szexualitással van támogatva". Egyesek nem értenek egyet a tanulmánnyal. Az Exeter egyetemi dr. Bryan Young szerint a gyerekek nem néznek a babákra szexinek, hanem szépnek. Isaac Larian, a Bratz babák készítője interjút adott a BBC-nek, szerinte a tanulmány egy "szemétség", és készítői "indokolatlanul reagáltak".
A Bratz babák rosszra tanítják a lányokat!

## Zenei szereplés
A Bratz először 2003-ban lépett be a zeneiparba, amikor a koreai szupersztár BoA-vel és a BackStreet Boys együttes egyik tagjával, Howie D.-vel közösen előadta a "Show me what you got" című számot, melyben a babák nem énekelnek, de szerepelnek az ehhez tartozó videóklipben. A klipben szerepelt lányok: Yasmin, Cloe, Sasha, Jade és Dana.
2005 tavaszán jelent meg az első hivatalosan a Bratz által előadott szám a "Bein' Who We Are", amely a Live In Concert/Space Angelz Pop Stars kollekció extrájaként jelent meg CD-n. Yasmin, Cloe, Sasha & Dana adta elő ezt a számot. Az ehhez tartozó videóklip számítógépes animációval készült el.
Az igazi áttörést a Bratz Rock Angelz néven alakult virtuális pop-rock lányegyüttes adta, melynek tagjai Yasmin, Cloe, Sasha, Jade & Roxxi. Az első hivatalos albumuk július 26-án jelent meg, melynek felvételei a Universal Music Enterprises egyik svéd studiójában készültek el olyan dalszövegírókkal, akik nagy sztárokkal is dolgoztak, mint Britney Spears, Backstreet Boys, Lindsay Lohan, Hilary Duff, Kelly Clarkson, illetve más sikeres előadók.
Az első hivatalos kislemezüket, a So Good című számot Bratz rajongók tízezrei dúdolják. Az angol kislemezlistán a 23. helyen végzett, Ausztráliában pedig a 14. helyig jutott. Két videóklipje van a So Good című számnak, az első teljes hosszban jelent meg zenecsatornákon, a másik pedig egy perc negyvenöt másodpercig tartó rövidített verzió, többek közt a Bratz hivatalos honlapján látható. Azonban egy ausztrál egész estés videóklipműsorában betiltották annak levetítését, mert az ehhez tartozó babakollekció reklámozását tartalmazza. A spanyol nyelvű országokban a "Se Siente" hangzott el.
2006. április 11-én jelent meg Bratz néven egy új album Bratz: Genie Magic címmel. Ez az album 14 dalt tartalmaz, melyből öt az ugyanolyan című DVD-filmben hangzik el, nyolc a Bratz sikeres animációs tévésorozatban csendül fel, a tizennegyedik pedig ennek a betétdalának remixe. Az amerikai albumlistán a csúcspozíció a 106. Ez az album elnyerte a Parent to Parent Bölcsességadási díját.
2006. szeptember 19-én jelent meg a harmadik Bratz: Forever Diamondz című albumuk, amely újabb 14 számot tartalmaz, többek közt a spanyol nyelvű "Que Tal"-t, melynek angol száma a Wazz Up. Az amerikai lista 184. helyén, és a gyermeklista 5. helyén végzett.
2007. február 20-án jelent meg a Bratz: Fashion Pixiez című albumuk, melyben további számok vannak, melyek az animációs tévésorozatban csendülnek fel, illetve a DVD-filmben ugyanezzel a címmel. Az amerikai lista 166. helyén, és a gyermeklista 6. helyén végzett.

### Albumai
- Bratz Rock Angelz (2005) #79 USA #1 USA Gyermeklista (400 000 elkelt példány világszerte)
- Bratz: Genie Magic (2006) #106 USA #6 USA Gyermeklista, #5 USA Filmzene (Magyarországon május 12-én jelent meg)
- Bratz: Forever Diamondz (2006) #184 USA #5 USA Gyermeklista (szeptember 19-én Amerikában. Magyarországon október 2-án jelent meg)
- Bratz: Fashion Pixiez (2007) #166 USA #6 USA Gyermeklista (Február 20-án Amerikában. Magyarországon nem jelent meg.)

### Dalai
- Show me what you got (2003) (BoA-vel és a BackStreet Boys Howie-val)
- Bein' Who We Are (2005) (A Live In Concert! kollekció exkluzív kislemeze)
- So Good (2005) #14 AUS #23 UK (A Bratz első hivatalos kislemeze)

## Színészet
A Bratz rajongók nagy örömére kedvenceik filmekben is szerepelnek. Az első szereplésük 2004-ben jelent meg, Bratz: The Movie Starrin' & Stylin címmel. Abban a filmben rajzfilmes animációban jelentek meg, melynek története arról szól, hogy a lányok szalagavató bulira készültek, míg művészettanáruk adott egy nagy házi feladatot, melyben a lányoknak önmagukat kell kifejezniük. Ez befolyásolja a jegyük nagy részét. Isaac Larian azonban nem volt igazán elégedett az olcsó animáció miatt.
2005-ben a helyzet megváltozott, hiszen kiadták az első számítógéppel készült animációt. A Bratz Rock Angelz című filmben a főszereplők (Yasmin, Cloe, Sasha és Jade) elhatározták, hogy elkészítik saját tinimagazinjukat Bratz címmel, melynek első cikke Londonba vezeti a lányokat. Exklúzív meghívást kaptak a Pinz nevű klub megnyitó ünnepségére, és ezen belül a Mentsd meg az Univerzumot Jótékonysági Concertre. Azonban a lányok elveszítik jegyeiket a gonosz szereplőiktől, Burdine Maxwelltől, és az ikrektől, Kirstee-től és Kaycee-től (az iskolában Tweevils-nak nevezik, mert Sasha szerint ők ikrek és nagyon gonoszak) Az egyetlen út, hogy belépjenek a jótékonysági koncertre, hogy rocksztároknak tegyék ki magukat. Így Bratz Rock Angelz néven be tudtak lépni, még meghallották, hogy Jade kedvenc együttese, a Crashnek zenekara feloszlott, és annak frontembere, Roxxi nem szeretne szólóban előadni. Erre csatlakozott a többiekhez, és a produkciójukkal, ők lettek a világ egyik legsikeresebb pop-rock együttesének tagjai.
A Bratznek már saját tévésorozatuk van, amelyet a 4Kids Entertainment dolgozza fel. Ez olyan sikeres tv-sorozatokat dolgozza fel, mint a Pokémon, Winx Club és a Yu-Gi-Oh. 2005 szeptemberétől minden szombaton látható egy epizódja az ehhez tartozó reggeli rajzfilmeket mutató csatornarészben, a 4Kids TV-ben. A sorozatban sok kamaszkori kaland vár rájuk, köztük a magazinjuk készítésére, ameddig a gonosz Tweevils és Burdine mindent megtesz azért, hogy tönkretegyék a lányok munkáit. Hamarosan Magyarországon is megjelenik.
2006. április 11-én jelent meg a Bratz Genie Magic című film, melyben új szereplő jelenik meg, Katia néven, aki egy igazi dzsinnlány. Annak egyetlen álma, hogy éljen, mint egy igazi tinédzser.
2006. szeptember 26-án jelent meg Amerikában a Bratz Passion 4 Fashion – Diamondz című animációs film, ahol a Bratz lányok modellt keresnek, nevezetesen Sharidant, hogy mérkőzzenek az Amerika körüli vetélkedőn a Your Thing ellen, mellyel bizonyítják, hogy a lányok legjobb barátja a gyémánt.
2007. február 27-én jelent meg Amerikában a Bratz: Fashion Pixiez című animációs film, ahol a Bratz lányok egyik barátnőjének, Breeanának testvére, Cymbeline furcsán viselkedik. Közben kiderül az igazság Breeana családjáról: ők egy tündércsaládból származnak.
2007. augusztus 3-án mutatták be Észak-Amerikában az első élő felvételű filmet. Itt az örök barátnők, Yasmin (Nathalia Ramos), Cloe (Skyler Shaye), Sasha (Logan Browning) & Jade (Janel Parrish) egy középiskolába kerülnek, ahol különböző csoportokba lesznek elküldve, majd később bemutatják az igazi barátságuk értékét. Állítások szerint folytatása lesz a filmben, melynek előkészületei még nem kezdődtek el.

### Filmográfiájuk
- Bratz: Starrin' and Stylin' (2004)
- Bratz Rock Angelz (2005)
- Bratz Genie Magic (2006)
- Bratz Babyz: The Movie (2006. szeptember 12.) (Bratz csecsemőkori változatának első filmje)
- Bratz Passion 4 Fashion Diamondz (2006. szeptember 26.)
- Bratz Fashion Pixiez (2007. február 27.)
- Bratz Kidz (2007. nyár) (Bratz gyermekkori változatának első filmje)
- Bratz (2007. augusztus 3. Amerikában) (A Bratz első élő felvételű filmje)

#### Interaktív DVD-k
- Livin' up with the Bratz (2006) (a távirányítóval a kiválasztott Bratz-szel követed történetét)
- Glitz & Glamour (2007)

A Bratz filmek és DVD-k Magyarországon nem jelentek meg.

## Bratz játékok

### Babakollekciók
2007
- Bratz Magic Hair: Cloe, Jade, Sasha, Yasmin, Raya
- Bratz Passion 4 Fashion második kiadás: Cloe, Jade, Sasha, Yasmin
- Bratz Fashion Pixiez : Breeanna, Cloe, Jade, Sasha, Yasmin, Dee, Lina
- Bratz Birthday tavaszi kiadás: Yasmin, Cloe, Sasha, Meygan
- Bratz Hot Summer Dayz : Yasmin, Cloe, Sasha
- Bratz Adventure Girlz: Yasmin, Cloe, Sasha, Jade
- Bratz Pampered Pupz: Yasmin, Cloe, Sasha, Charli
- Bratz X-Treme Skateboarder: Yasmin, Cloe, Sasha, Jade
- Bratz Play Sportz: Yasmin – szurkoló, Cloe – labdarúgó, Fianna – táncos, Cade – Baseball.
- Bratz Shrek: Yasmin
- Bratz Sweet Heart: Yasmin, Phoebe, Lilee
- Bratz Boyz Rodeo: Wayne
- Bratz Babyz Mermaidz: Yasmin, Cloe, Sasha & Jade
- Bratz Babyz Bride & Groom: Yasmin & Cameron
- Bratz Babyz Hair Flair Glow in the Dark: Yasmin & Sasha, Cloe & Jade, Eitan
- Bratz Big Babyz Bathtime: Yasmin, Cloe, Sasha, Jade
- Bratz Babyz Ponyz Circus Ponyz: Anya & Shayla, Dita & Trina,
- Bratz Babyz Ponyz Soft Beanies: Anya, Dita & Trina
- Bratz Kidz Sleepover Adventure: Yasmin, Cloe, Sasha, Meygan
- Bratz Kidz Horseback Fun: Yasmin, Cloe, Dana
- Bratz Kidz Summer Vacation: Yasmin, Cloe, Sasha & Jade
- Bratz Gold Gymnasts: Yasmin, Cloe & Sasha
- Bratz The Movie: Yasmin, Cloe, Sasha, Jade, Sharidan & Bryce
- Bratz Star Singerz: Yasmin, Cloe, Sasha, Jade & Fianna
- Bratz Pampered Pupz második kiadás: Yasmin, Cloe & Sasha
- Bratz Flower Girlz: Yasmin, Cloe, Sasha & Nora
- Bratz Fashion Stylistz: hajápoló Yasmin, körömápoló Leah, sminkművész Cloe
- Bratz Magic Make-up: Yasmin, Cloe, Maribel, Sasha & Katia
- Sétáltató Bratz: Yasmin, Cloe & Sasha
- Bratz Costume Party (második kiadás): Fekete macska Jade, Tündér Cloe, Méhkirálynő Yasmin
- Bratz Play Sportz (őszi kiadás): Aerobic Yasmin, Táncos Tess, Jégkorcsolyázó Cloe, Autóversenyző Dana, Autóversenyző Cameron
- Bratz Passion 4 Fashion harmadik, őszi kiadás: Yasmin, Cloe & Sasha
- Bratz Birthday őszi kiadás: Yasmin, Sasha, Cloe
- Bratz Boyz téli Eitan
- Bratz Lil' Angelz: Cloe & nyuszi, Sasha & nyuszi, Jade & maki, Yasmin & malacka, Meygan & breki, Yasmin & maki, Cloe & cica
- Bratz Super Babyz: Cloe, Sasha & Jade
- Bratz Babyz Mesekönyv-gyűjtemény: Yasmin mozipremierje, Cloe jégkorcsolyás kalandja, Yasmin rodeobálja, Cloe szép balettje
- Bratz Big Babyz Superhero: Yasmin, Cloe, Sasha & Jade
- Bratz Big Babyz Princess: Yasmin, Cloe, Sasha & Jade
- Bratz Kidz második kiadás: Yasmin, Cloe, Sasha & Jade
- Bratz Big Kidz Music Stars: Yasmin, Cloe, Sasha & Jade
- Bratz Kidz Boyz: Cameron, Dylan, Eitan & Koby
- Bratz Kidz Winter Vacation: Yasmin, Cloe, Sasha, Phoebe, Dana & Vinessa
- Bratz Kidz School: Yasmin, Cloe & Meygan

2006
- Bratz Babyz Boyz / Harvey
- Bratz Babyz Hair Flair / Yasmin, Cloe, Sasha, Jade, Dana, Meygan, Fianna, Roxxi
- Bratz Babyz Hair Flair Forever Diamondz / Yasmin, Cloe, Sasha, Jade, Sharidan
- Bratz Babyz Lil' Dancerz / Yasmin, Cloe, Jade
- Bratz Babyz Miuchiz / Yasmin, Cloe, Sasha, Jade
- Bratz Babyz Sitterz / Lana, Alicia
- Bratz Babyz Triiiplets / Valentina, Oriana, Siernna
- Bratz Babyz Triiiplets Második Kiadás / Sivan, Aira, Kesara
- Bratz Big Babyz / Meygan, Dana, Fianna
- Bratz Big Babyz Bubble Trouble / Yasmin, Cloe, Sasha, Jade
- Bratz Big Babyz Hair Flair / Katia, Leah, Vinessa, Felicia
- Bratz Big Babyz Lil Singerz / Yasmin, Cloe, Sasha, Jade
- Bratz Birthday / Yasmin, Cloe, Jade
- Bratz Boyz Feelin' Cool / Cade, Cameron, Dylan, Eitan, Koby
- Bratz Boyz High School Style / Cameron
- Bratz Boyz Play Sportz (Kosárlabda) / Dylan
- Bratz Boyz Prince / Iden
- Bratz Boyz Twiins Első Kiadás / Alek, Zack
- Bratz Class / Yasmin, Cloe, Jade, Phoebe, Felicia, Katia
- Bratz Costume Party / Yasmin, Lela
- Bratz Design Your Own / Rina
- Bratz Feelin' Pretty / Yasmin, Cloe, Sasha, Jade, Dana
- Bratz Forever Diamondz / Yasmin, Cloe, Sasha, Jade, Sharidan
- Bratz Forever Diamondz Design / Fianna, Katia, Vinessa
- Bratz Forever Double Pack Diamondz Design + Diamondz Babyz (Sam's Club exkluzív) / Cloe, Yasmin
- Bratz Genie Magic / Yasmin, Cloe, Sasha, Jade, Meygan, Katia
- Bratz Girlfriendz (Toys R Us exkluzív) / Yasmin, Cloe, Meygan

Bratz Haute Couture En Coulisse (csak Kanadában) : Amelie, Emy, Noémie
- Bratz Hollywood Sytle/ Cloe, Katia, Phoebe
- Bratz Ice Champions / Yasmin, Dana, Mirabel, Vinessa
- Bratz Kidz / Yasmin, Cloe, Sasha, Jade
- Bratz Kidz Sisterz / Kiani, Lilani
- Bratz Passion 4 Fashion / Yasmin, Cloe, Sasha, Jade
- Bratz Play Sportz (Torna, Softball, Síelés, Hódeszkázás, Autóversenyzés) / Yasmin, Katia, Phoebe, Lilee
- Bratz Play Sportz Teamz (Tenisz, Gyeplabda, Kosárlabda, Labdarúgás) / Yasmin, Cloe, Jade, Meygan, Katia, Roxxi, Dana, Leah
- Bratz Princess / Yasmin, Cloe, Jade, Fianna, Roxxi
- Bratz Princess Wicked Twiins / Ciara, Diona
- Bratz Rodeo / Yasmin, Cloe, Sorya
- Bratz Sisterz / Kiani, Lilani
- Bratz Sleepin' Style (A Bratz Slumber Party harmadik kiadása) / Yasmin, Cloe, Sasha, Jade, Meygan
- Bratz Spring Break / Yasmin, Cloe, Leah
- Bratz Sweet Dreamz Pajama Party / Yasmin, Cloe, Felicia, Siernna, Kumi
- Bratz Twiins Negyedik Kiadás / Krysta, Lela
- Bratz Winter Girlz / Cloe, Phoebe, Roxxi, Sasha, Yasmin
- Itsy Bitsy Bratz / Yasmin, Cloe, Sasha, Jade
- Talking Bratz / Yasmin, Cloe, Jade
- Bratz Babyz Rooted Hair /
- Bratz Boyz High School Style / Cameron
- Bratz Kidz PJ Party /
- Talking Bratz babyz /

2005
- Bratz Babyz (2005/ Meygan, Fianna, Cameron, Dana
- Bratz Babyz Twiins/ Phoebe, Roxxi
- Bratz Big Babyz (2005)/ Fianna, Dana, Cameron
- Bratz Big Babyz Twiins/ Phoebe, Roxxi
- Bratz Birthday Bash/ Cloe, Yasmin, Phoebe, Sasha
- Bratz Boyz Play Sportz (Labdarúgás)/ Cameron
- Bratz Boyz Rock It! / Cade, Cameron, Eitan
- Bratz Boyz Step Off! / Cameron, Dylan, Eitan, Koby
- Bratz Campfire (Európában Winter Adventure)/ Yasmin, Cloe, Dana, Felicia, Phoebe
- Bratz Dynamite / Yasmin, Meygan, Nevra
- Bratz Fabulous Las Vegas / Cloe, Sasha, Tiana, Yasmin
- Bratz Hollywood Style / Cloe, Dana, Phoebe, Yasmin
- Bratz I-Candyz/ Yasmin, Cloe, Phoebe
- Bratz Live In Concert! / Cloe, Dana, Jade, Nevra, Sasha, Yasmin
- Bratz Midnight Dance / Yasmin, Fianna, Meygan
- Bratz Ooh La La Paris / Cloe, Dana, Kumi, Yasmin
- Bratz Play Sportz / Cloe – Golf, Cloe, Sasha – Pomponlány, Meygan – Kuglijáték, Fianna – Tenisz, Roxxi – Karate, Dana – Kosárlabda, Yasmin – Labdarúgás)
- Bratz Rock Angelz/ Yasmin, Cloe, Sasha, Jade, Roxxi (Meygan exkluzív a K-Martból)
- Bratz Slumber Party (Második Kiadás) / Yasmin, Cloe, Meygan, Sasha, Jade
- Bratz Step Out!/ Yasmin, Cloe, Sasha, Jade, Meygan
- Bratz Treasures / Cloe, Jade, Sasha, Roxxi, Yasmin
- Bratz Triiiplets (Európában kapható) / Siernna, Oriana, Valentina
- Bratz Twins/ Tess-Nona, Oriana-Valentina
- Bratz Wild Wild West/ Yasmin, Cloe, Fianna, Dana, Kiana
- Bratz World Destination 2 London Pretty N' Punk / Cloe, Jade, Meygan, Yasmin
- Bratz World Destination 2 London Boyz Punkz / Cameron, Dylan, Eitan
- Bratz Wanted (Nagy-Britanniában és Ausztráliában) / Fianna, Meygan, Yasmin

2004
- Bratz Babyz (2004)
- Bratz Boyz Winter Wonderland / Cade, Cameron, Dylan, Eitan, Koby
- Bratz Flashback Fever / Cloe, Fianna, Jade, Sasha, Yasmin, Cade, Cameron, Dylan, Eitan, Koby
- Bratz Funk Out! / Yasmin, Cloe, Dana, Fianna, Nevra, Sasha, Jade
- Bratz Girls Nite Out! / Cloe, Dana, Jade, Sasha, Yasmin
- Bratz Nighty-Nite / Yasmin, Cloe, Fianna, Sasha, Jade
- Bratz Secret Date (Később, mint Blind Date) / Cloe, Jade, Meygan, Nevra, Yasmin egy titokzatos fiúval becsomagolva: Bryce, Cameron, Dylan, Eitan, Koby
- Bratz Sun-Kissed Summer / Cloe, Dana, Fianna, Jade, Sasha, Yasmin
- Bratz Twiins / Phoebe & Roxxi
- Bratz Wild Life Safari / Cloe, Fianna, Meygan, Nevra, Yasmin, Cade, Cameron, Dylan Eitan, Koby
- Bratz World Destination 1 Tokyo A Go-Go / Cloe, Fianna, Jade, Sasha, Yasmin, Cameron, Dylan, Eitan

2003
- Bratz Boyz második kiadás / Cameron, Dylan, Eitan, Koby
- Bratz Boyz Nu Cool / Cameron, Dylan, Eitan, Koby
- Bratz Formal Funk (2003 – Korlátozott mennyiségben) / Yasmin, Cloe, Dana, Sasha, Jade
- Bratz Boyz Formal Funk (2003 – Korlátozott mennyiségben) / Cameron, Dylan, Eitan, Koby
- Bratz Funk N' Glow (2003 – Korlátozott mennyiségben) / Yasmin, Cloe, Dana, Sasha, Jade
- Bratz Slumber Party (Első kiadás) / Yasmin, Cloe, Meygan, Sasha, Jade
- Bratz Strut It! / Yasmin, Cloe, Meygan, Sasha, Jade
- Bratz Style It! / Yasmin, Cloe, Dana, Sasha, Jade
- Bratz Wintertime Wonderland / Yasmin, Cloe, Dana, Sasha, Jade

2002
- Bratz Beach Party (Korlátozott mennyiségben)/ Yasmin, Cloe, Sasha, Jade
- Bratz Boyz 1st Edition/ Cameron, Dylan
- Bratz Flaunt It! / Yasmin, Cloe, Sasha, Jade
- Bratz Funk N' Glow (2002 – Korlátozott mennyiségben) /Yasmin, Cloe, Meygan, Sasha, Jade
- Bratz XPress It! /Yasmin, Cloe, Meygan, Sasha, Jade

2001
- Bratz Első Kiadás/ Yasmin, Cloe, Sasha, Jade

#### Speciális gyűjtői kollekciók (2001–)
- Bratz Holiday (2007): Yasmin, Cloe
- Pókember: Cloe
- Shrek: Yasmin
- Bratz Winter Fun Pack : Dana, Koby (Winter Wonderlandből), Ailani (Lil' Bratz Snow Fun)
- Bratz Design Your Own Bratz (2006): Rina
- Bratz Holiday Doll (2006): Trinity
- Bratz Holiday Doll (2005): Katia
- Bratz Holiday Doll (2004): Cloe
- Bratz Independence Day (2004): Cloe
- Bratz New Year's Celebratzation (2004): Yasmin
- Bratz Spring Fling (2003): Jade
- Big Bratz (2005): Meygan
- Big Bratz (2004): Cloe
- Big Bratz (2003): Yasmin
- Bratz Head Gamez: Cloe, Dana, Jade, Meygan
- Bratz Sweet Heart (2006): Lilee
- Bratz Sweet Heart (2004): Dana
- Bratz Sweet Heart (2003): Meygan
- Bratz World Tokyo A Go-Go Kimono Dolls: Tiana, May-Lin, Kumi.

#### Elhalasztott, illetve elhagyott babák (2006–)
- Midnight Dance Leah and Roxxi
- Play Sportz Surfing Nevra
- Play Sportz Volleyball Jade

#### Játékszerek és járművek (2002–)
2002
- Bratz FM Cruiser : szürke, kék, cseresznye

2003
- Bratz 5-in-1 Stylin' Salon 'N' Spa with Danaval
- Bratz Funky Furniture Retro Swing Chair
- Bratz Funky Furniture Beauty Bed
- Bratz Funky Furniture Vanity Sanity!
- Bratz Funky Furniture Chill-Out Lounge
- Bratz Stylin' Hair Studio
- Bratz Formal Funk FM Limo
- Bratz Formal Funk Runway Disco with Nevraval
- Bratz Boyz Motorcycle Style with Cade-del
- Bratz 5-in-1 Stylin' Salon 'N' Spa (2. és 3. verzió) Fiannával
- Bratz E-cafe
- Bratz Fashion Organizer

2004
- Bratz Sun-Kissed Summer Pool with Fianna
- Bratz Wild Life Jungle Safari Cruiser Jeep
- Bratz Stylin' Rides Motorcycle with : Cloe, Jade, Meygan, Yasmin
- Bratz Tokyo-A-Go-Go Sushi Lounge
- Bratz Tokyo-A-Go-Go Dance 'N' Skate Club with Tiana (1st appearance)
- Bratz Tokyo-A-Go-Go RC Cruiser : green, yellow
- Bratz Pad
- Bratz Funky Furniture Love Seat
- Bratz Funky Furniture Shoe Lounge
- Bratz Twiins Bunk Beds
- Bratz Twiins Vanity Set
- Bratz Flash Back Fever FM Party Bus
- Bratz Winter Time Wonderland Chill-Out Ski Lodge

2005
- Bratz Treasures Scorchin' Sea Scooter
- Bratz Pretty 'N' Punk Phone Booth
- Bratz Pretty 'N' Punk Party Spot
- Bratz Pretty 'N' Punk Motorcycle with Cloe
- Bratz Pretty 'N' Punk Fashion Orginizer Trunk
- Bratz Pretty 'N' Punk Fashion Orginizer Handbag
- Bratz Pretty 'N' Punk Fashion Orginizer Hatbox
- Bratz Live in Concert Cruiser
- Bratz Live in Concert Spinnin' Club
- Bratz Dynamite Motorcycle
- Bratz Rock Angelz Concert Stage with Roxxi
- Bratz Rock Angelz Band Instrumentz
- Bratz Rock Angelz Cruiser
- Bratz Rock Angelz Plane
- Bratz Rock Angelz Recording Studio
- Bratz Rock Angelz Tour Bus
- Bratz Hollywood Limousine
- Bratz Wild Wild West Stagecoach
- Bratz Campfire Cruiser
- Bratz Campfire Tent
- Bratz Twiins Bunk Beds (2nd version)
- Bratz Twiins Vanity Set (2nd version)
- Bratz Classic RC FM Cruiser : champagne, black
- Bratz Life Style Kiss'n Make-up
- Bratz Life Style Retro Café
- Bratz Funky Fashion Furniture (vanity, chair and stand): Baby Doll, Elements, Heaven, Kitty
- Bratz Pad (2nd version)

2006
- Bratz Princess Throne
- Bratz Princess Bedroom Collection
- Bratz Genie Magic Bottle with Katia
- Bratz Genie Magic Carpet
- Bratz Genie Magic Bedroom
- Bratz Forever Diamondz Bus (currently available only in the UK)
- Bratz Forever Diamondz Limo (currently available only in the UK)
- Bratz Forever Diamondz Fashion Show On The Go
- Bratz Forever Diamondz RC Classic FM Cruiser
- Bratz Forever Diamondz Plane (currently available only in the UK)
- Bratz Passion 4 Fashion House
- Bratz Rodeo Horses
- Bratz Rodeo Stagecoach
- Bratz Ice Champions RC Ice Skating Rink with Maribel (1st appearance)

2007
- Bratz Magic Hair Salon Rayával
- Adventure Girlz Camping Tent
- Adventure Girlz Wild Cruiser
- Bratz Kidz Super Secret Manicure Bedroom
- Bratz Kidz Lotion-Making Bathroom
- Unikornis (Fashion Pixiezből): fekete, fehér
- Bratz: The Movie Mansion
- Movie Maker Sharidannal
- Bratz: The Movie távirányítós autó
- Bratz Star Singerz Táncszínpad Fiannával
- Bratz Magic Makeup Haj- és Sminkstudió Katiával
- Bratz Kidz Music Stars Gitár
- Bratz Kidz Winter Vacation távirányítós autó Danával
- Bratz Kidz Winter Vacation Jégkrémkészítő Hóterem Vinessával
- Bratz Kidz School Super Secret Arts & Crafts Iskolabusz

## Honlapjai
- Bratz.com: Bratz hivatalos honlapja (angol nyelv)
- MGA Entertainment: Bratz babákat készítő cég honlapja (angol nyelv)
- Az élő felvételű film hivatalos honlapja Archiválva 2008. február 25-i dátummal a Wayback Machine-ben (angol nyelv)
- Passion Bratz Bratz (angol, francia nyelv)